# Опара-Томпсон, Кристи
Кристи Опара-Томпсон (англ. Christy Opara-Thompson; 24 декабря 1971) — нигерийская легкоатлетка, призёр Олимпийских игр.
Кристи Опара родилась в 1971 году. В 1992 на Олимпийских играх в Барселоне она стала обладателем бронзовой медали в эстафете 4×100 м. В 1996 году она приняла участие в Олимпийских играх в Атланте, но не завоевала медалей. Впоследствии она эмигрировала в США и в 1998 году получила американское гражданство.